# Runavík község
Runavík község (feröeriül: Runavíkar kommuna) egy község Feröeren. Eysturoy szigetén fekszik. Központja Saltangará. A Kommunusamskipan Føroya önkormányzati szövetség tagja.

## Történelem
A község 1967-ben jött létre Nes községből való kiválással.
2005. január 1-jén csatolták hozzá a korábbi Elduvík, Oyndarfjørður és Skáli községeket.
2009. január 1-jén Funningur község is a része lett.

## Önkormányzat és közigazgatás

### Települések
| Település       | Népesség | Mióta a község része | Előző község         | Megjegyzés         |
| --------------- | -------- | -------------------- | -------------------- | ------------------ |
| Elduvík         | 14       | 2005. január 1.      | Elduvík község       |                    |
| Funningsfjørður | 70       | 2005. január 1.      | Elduvík község       |                    |
| Funningur       | 50       | 2009. január 1.      | Funningur község     |                    |
| Glyvrar         | 419      | 1967                 | Nes község           |                    |
| Lambareiði      | 6        | 1967                 | Nes község           |                    |
| Lambi           | 150      | 1967                 | Nes község           |                    |
| Oyndarfjørður   | 143      | 2005. január 1.      | Oyndarfjørður község |                    |
| Rituvík         | 294      | 1967                 | Nes község           |                    |
| Runavík         | 584      | 1967                 | Nes község           |                    |
| Saltangará      | 1033     | 1967                 | Nes község           | A község székhelye |
| Skálabotnur     | 140      | 2005. január 1.      | Skáli község         |                    |
| Skáli           | 744      | 2005. január 1.      | Skáli község         |                    |
| Skipanes        | 47       | 1967                 | Nes község           |                    |
| Søldarfjørður   | 358      | 1967                 | Nes község           |                    |
| Æðuvík          | 103      | 1967                 | Nes község           |                    |

### Polgármesterek
- Hans Jacob Lamhauge ( – 2008)[7]
- Magnus Rasmussen (2009–)[8]

## Népesség
| Év              | Lakosság |
| --------------- | -------- |
| 1986. január 1. | 2383     |
| 1991. január 1. | 2476     |
| 1996. január 1. | 2264     |
| 2001. január 1. | 2475     |
| 2006. január 1. | 3637     |